# Cayo Maravillas
Cayo Maravillas es el nombre que recibe una isla que pertenece al país caribeño de Cuba localizada al este de la bahía de Sagua la Grande, y frente al océano Atlántico, en las coordenadas geográficas
22°58′50″N 79°57′30″O / 22.98056, -79.95833 al sureste de Cayo La Cruz, al norte de Cayo Hachuela y al este de Cayo Palomo, 247 kilómetros al este de la capital del país La Habana.